# Bloods

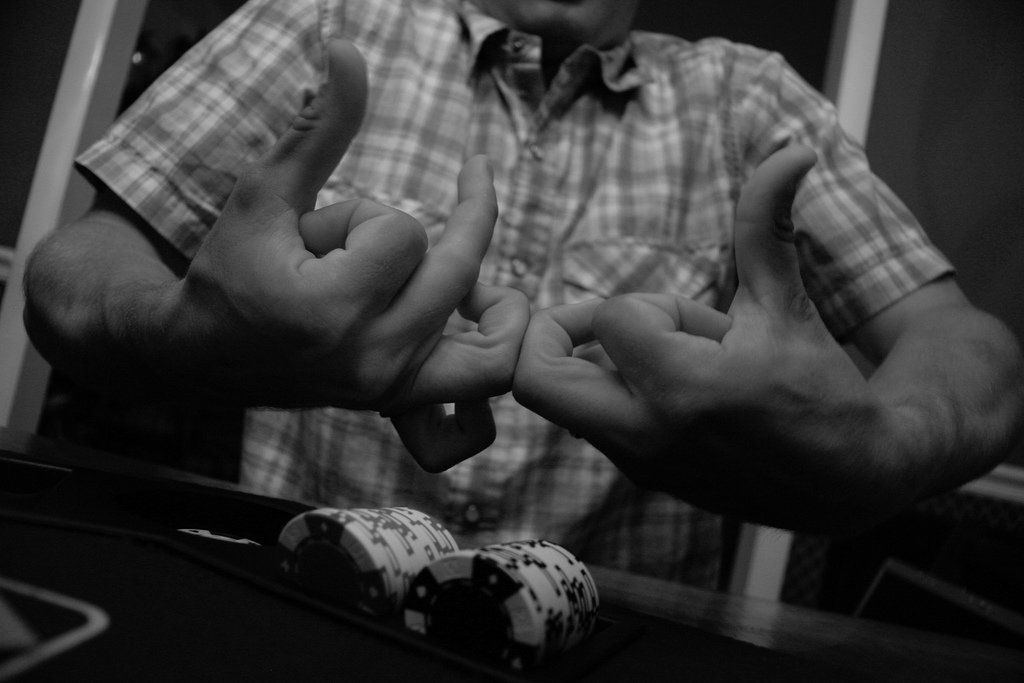
Il segnale distintivo dei Blood

I Bloods sono una fra le maggiori bande di strada nate a Los Angeles. Nata nel 1978, sono caratterizzati dall'utilizzo ricorrente del colore rosso nel loro abbigliamento (fazzoletti/bandana chiamate flag, camicie, scarpe); il simbolo di riconoscimento della gang è la scritta blood formata con le dita (la "b" e la "d" sono formate con l'indice e il pollice, la lettera "l" è formata con il dito medio della mano destra e le due "o" sono formate con i due anulari). I Bloods contano al loro interno diversi sottogruppi, chiamati sets o tres (trays), che si differenziano fra loro per i colori dei vestiti e le attività praticate. Fin dalla loro nascita, i Bloods si sono estesi per tutti gli Stati Uniti .

## Storia
I Bloods nascono inizialmente come confederazione criminale tra bande di strada losangeline, i Bishops, Athens Park Boys, e i Piru Street Boys, minacciate dall'espansione a macchia d'olio dei Crips, una delle bande di strada storiche di South Los Angeles che, a partire dal 1971, decise di conquistare le periferie della metropoli forte del proprio potere.
I Piru erano inizialmente alleati dei Crips ed erano originari di Compton, ma dopo che i Crips presero potere anche lì, la banda decise di unirsi ai Bloods, che divennero in seguito i più noti rivali dei Crips e la cui faida, che persiste ancora oggi, ha portato all'uccisione di centinaia di affiliati da ambedue le parti.

## I legami col panorama hip hop
I Bloods sono passati nella storia anche grazie al fatto che diverse persone loro affiliate in passato diventarono in seguito cantanti rap, portando sullo scenario nazionale anche la situazione di disagio dei luoghi di provenienza. Tra questi si possono citare: The Game, il quale fece parte della banda Cedar Block Pirus, il cantante e produttore DJ Quik, proveniente da Compton, il quale fece parte dei Tree Top Piru Bloods, e la crew dei Dipset, la quale si è dichiarata affiliata ai Bloods. Si è invece parlato a lungo dei legami tra Suge Knight, proprietario della Death Row Records, e i Bloods, anche in relazione al fatto che Knight assunse diversi membri della banda come personale di servizio e sicurezza nell'etichetta.
Nel 1995, il produttore losangelino Ron Phillips, detto "Ronnie Ron", produsse l'album di esordio dei Damu Ridas, un gruppo rap costituito da alcuni membri dei Denver Lane Bloods.

### Il progettoBloods & Crips

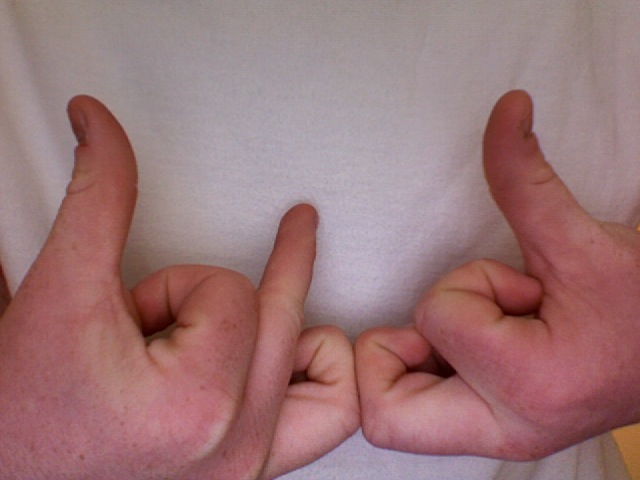
Il simbolo dei Bloods fatto con le mani

Uno dei progetti musicali hip hop ad oggi più ricordati nella storia dei Bloods - e anche dei Crips - è il gruppo musicale gangsta rap Bloods & Crips, nato nel 1992 nella contea di Los Angeles dalla collaborazione di OYG Redrum 781 - membro dei Piru - e Tweedy Bird Loc - affiliato agli storici rivali Crips -. Questa inaspettata collaborazione tra due delle bande più rivali di sempre nel territorio americano era dovuto dal fatto che molti di loro all'epoca provavano molta frustazione dal successo inaspettato degli N.W.A, storico gruppo hip hop che si era fatto una carriera parlando dei problemi che affligevano i peggiori sobborghi losangelini.
Nel '93 i due organizzarono un auditorium per scegliere i membri delle due gang che sarebbero stati poi messi nel primo album, intitolato Bagin' on Wax, che si rivelò poi essere un successo commerciale al momento del lancio.
Nonostante ciò, il gruppo non ebbe comunque la stessa attenzione data ai Niggaz Wit Attitude nell'underground americano, e dopo altri vari progetti tra cui il singolo per il quale sono ancora oggi maggiormente ricordati, Piru Love, e il secondo album, Bagin' on Wax 2... The Saga Continues, si sciolse nel '95. Dalle sue ceneri, nacquero poi due altre due band completamente separate: i Damu Ridas, racchiudenti i membri Bloods, e i Nationwide Rap Ridaz, nel quale facevano parte i membri dei Crips.
Un terzo album, Bagin' on Wax Part 3: No Passes, venne registrato nel 2004 ma solo dieci anni dopo fu pubblicato grazie all'aiuto di Tweedy Bird Loc. Tuttavia, nell'omonimo album la presenza dei membri originali del gruppo è scarsa.
Ad oggi rimane ancora l'unico gruppo nel quale faceva parte una rapper donna appartenente ai Bloods che ha fatto davvero la differenza per la storia musicale della gang; si chiamava Bloody Mary, pseudonimo di Rajni Faulks (1970 - 2006), e viene ricordata soprattutto per aver partecipato alla hit Piru Love. Morì in seguito ad un incidente fatto con un camion guidato da un uomo inseguito dalla polizia nel mentre girava con la sua moto, a Compton.

## Filmografia
- Colors - Colori di guerra, film del 1988 diretto da Dennis Hopper